# Bagna (Silésie)
Pour les articles homonymes, voir Bagna.
Bagna (prononciation : [ˈbaɡna]) est une localité polonaise de la gmina de Przystajń, située dans le powiat de Kłobuck en voïvodie de Silésie.